# Simon & Garfunkel
Simon & Garfunkel er en amerikansk musikduo bestående af Paul Simon og Arthur "Art" Garfunkel. Parret mødtes i underskolen i 1953, hvor de begge optrådte i skolestykket "Alice i Eventyrland". Sammen skabte de i 1956 gruppen Tom and Jerry og fik her den første smag af succes med det mindre hit "Hey Schoolgirl". Duoens succes steg, og med hittet "The Sound of Silence" voksede succesen til berømmelse i 1965. 
Simon & Garfunkel er kendt for deres tætte harmoniske, og sommetider ustabile, forhold. Deres sidste album "Bridge over Troubled Water" udkom stærkt forsinket som følge af kunstneriske uoverensstemmelser.
Til Simon & Garfunkels mest kendte sange hører "The Sound of Silence", "Mrs. Robinson", "Bridge over Troubled Water" og "The Boxer". Duoen har modtaget flere Grammier og er optaget i The Rock and Roll Hall of Fame og The Long Island Music Hall of Fame (2007). I 2004 rangerede Rolling Stone Magazine Simon & Garfunkel som nummer 40 på en liste over "the 100 Greatest Artists of All Time."

## Diskografi

### Studiealbum
- Wednesday Morning, 3 A.M. (1964).
- Sounds of Silence (1966).
- Parsley, Sage, Rosemary and Thyme (1966).
- Bookends (1968).
- Bridge over Troubled Water (album) (1970).